# Наср (міфологія)
Наср (араб. نسر — орел, букв. Гриф-ягнятник) — ім'я одного з божеств давньоарабської міфології, що почиталося в державах Саба та Катабан.
Наср був богом-предком, покровителем і володарем оази Джуба, яка знаходилася на південь від столиці Саби Маріба. Зображення Насра виконані у вигляді орла та зустрічається в південноаравійському мистецтві, в декоративній та релігійно-символічній функції .
Згадується в Корані як божество, якому поклонявся народ пророка Нуха (Ной) : «і вони замислили велику змову і сказали: „Не цурайтеся від ваших богів: Вадда, Суви, Йагуса, Йаука і Насра“». Йому поклонялися хімьярbти, зокрема знатні роди Зу Руайн і Зу-ль-Кала. Згідно з переказами, культ Насра змінив юдаїзм. Це божество зрідка згадується в написах і в деяких іноземних джерелах про Північну Аравію .